# Rudolf Gertler
Rudolf Gertler (* 12. Juli 1893 in Warnsdorf, Österreich-Ungarn; † 13. Dezember 1960 in Illertissen) war ein deutscher Politiker (GB/BHE).

## Leben und Beruf
Gertler absolvierte die Technische Militär-Akademie in Mödling bei Wien und war anschließend als Berufsoffizier tätig. Am Ersten Weltkrieg nahm er als Artillerie-Offizier teil. Später war er 15 Jahre Prokurist und Geschäftsführer einer Strickwarenfabrik in Schönlinde im sudetenländischen Landkreis Rumburg. 
Am Zweiten Weltkrieg nahm er zunächst als Kommandeur eines Artillerieregiments und später als Divisions- und Kampfgruppenführer, zuletzt als Oberst teil. Dabei erhielt er neben anderen Auszeichnungen das Deutsche Kreuz in Gold.
Nach Kriegsende kam er als Heimatvertriebener nach Bayern. Dort arbeitete er zunächst als Hilfsarbeiter in Ulm. Am 8. August 1948 gründete er in Vöhringen eine Ortsgruppe der Sudetendeutschen Landsmannschaft. 1954 wurde er zum bayerischen Landesvorsitzenden der Sudetendeutschen Landsmannschaft gewählt. Zeitweise war er auch Landesvorsitzender des Bundes der Vertriebenen in Bayern.

## Politik
Am 5. Januar 1939 beantragte er die Aufnahme in die NSDAP und wurde rückwirkend zum 1. November 1938 aufgenommen (Mitgliedsnummer 6.688.012). Nach dem Zweiten Weltkrieg war Gertler Mitglied des Kreistages im Landkreis Illertissen und dort zeitweise auch stellvertretender Landrat. Vom 7. November 1956, als er für den verstorbenen Abgeordneten Ernst Ullrich nachrückte, bis zu seinem Tode gehörte er dem Bayerischen Landtag für den GB/BHE an.